# 訃報 2007年3月
訃報 2007年3月（ふほう 2007ねん3がつ）では、2007年3月中に物故した、又は物故が報じられた人物についてまとめる。

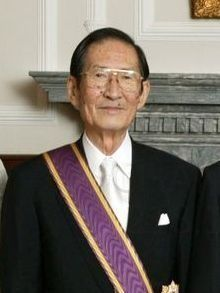
椎名素夫／3月16日没

船越英二（左）／3月17日没

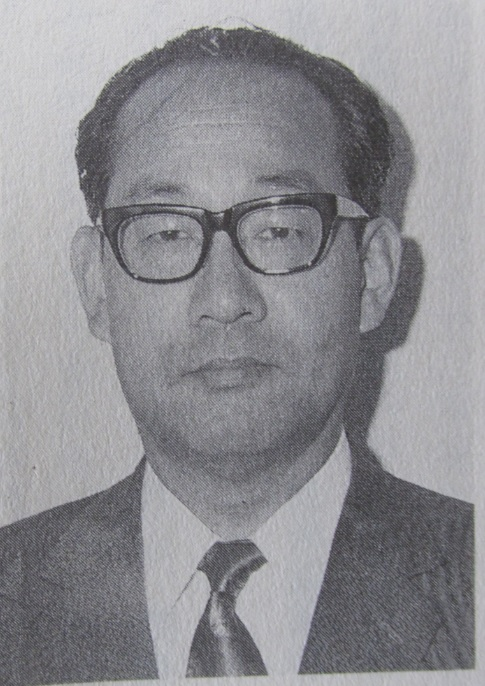
村上弘／3月22日没

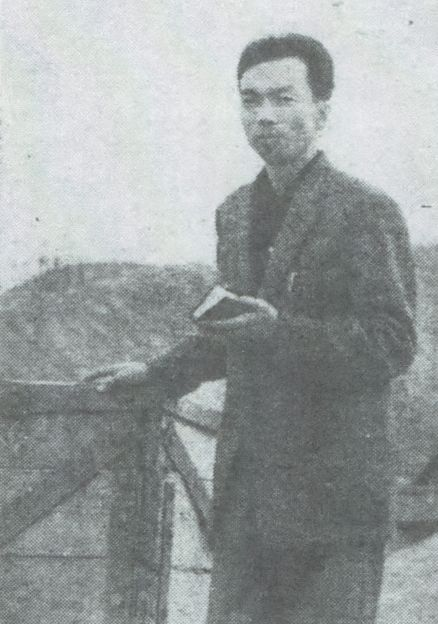
城山三郎／3月22日没

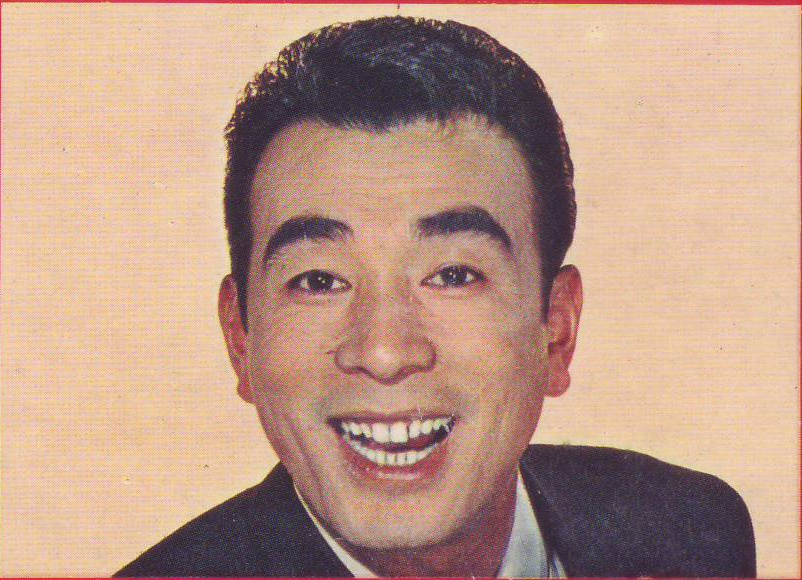
植木等／3月27日没

## （1日 - 15日）
- 3月1日 - 神沢浄、政治家、元山梨県竜王町長（* 1915年）
- 3月2日 - アンリ・トロワイヤ、小説家、アカデミー・フランセーズ席次28（* 1911年）
- 3月3日 - オズヴァルド・カヴァンドーリ、カートゥーン作家（* 1920年）
- 3月4日 - 今村正徳、政治家、元鹿児島県山川町長（* 1912年）
- 3月6日 - ピエール・モワノー、小説家、アカデミー・フランセーズ席次19（* 1920年）
- 3月6日 - ジャン・ボードリヤール、思想家（* 1929年）
- 3月6日 - アレン・コージ、プロレスラー（* 1943年）
- 3月7日 - ヒダシュ・フリジェシュ、作曲家（* 1928年）
- 3月7日 - ピノ・ランチェッティ、ファッションデザイナー（* 1928年）
- 3月8日 - クルス・エルナンデス、世界最高齢とされた人物（* 1878年?）
- 3月8日 - 小林恭治、声優（* 1931年）
- 3月9日 - ブラッド・デルプ、ミュージシャン、ボストンボーカル（* 1951年）
- 3月10日 - 藤永善作、藤永製薬代表取締役会長（* 1906年?）
- 3月10日 - 時実新子、川柳作家、随筆家（* 1929年）
- 3月10日 - アーニー・ラッド、アメリカンフットボール選手、プロレスラー（* 1938年）
- 3月11日 - ベティ・ハットン、女優、歌手（* 1921年）
- 3月12日 - アントニオ・オルティス・メナ、政治家、経済学者（* 1907年）
- 3月12日 - 西岡五夫、九州大学名誉教授（* 1927年）
- 3月12日 - ノーム・ラーカー、メジャーリーガー（* 1930年）
- 3月12日 - 山下浩二、元プロ野球選手（* 1955年）
- 3月13日 - アーノルド・スコーラン、プロレスラー、プロレスマネージャー（* 1925年）
- 3月13日 - はらみつお、お笑い芸人（元「東京バッテリー工場」）（* 1952年）
- 3月14日 - リュシー・オブラック、第二次世界大戦時のフランスのレジスタンス活動家（* 1912年）
- 3月14日 - 鈴木ヒロミツ、歌手・俳優（* 1946年）
- 3月15日 - 吉原信之、実業家 （* 1916年）
- 3月15日 - ボウイ・キューン、MLBコミッショナー（* 1926年）
- 3月15日 - スチュアート・ローゼンバーグ、映画監督（* 1927年）

## （16日 - 31日）
- 3月16日 - 椎名素夫、元衆議院議員、参議院議員、無所属の会代表（* 1930年）
- 3月17日 - エルンスト・ヘフリガー、テノール歌手（* 1919年）
- 3月17日 - 船越英二、俳優、船越英一郎の実父（* 1923年）
- 3月17日 - ジョン・バッカス、数学者（* 1924年）
- 3月17日 - 佐藤秀明、元プロ野球選手（* 1960年）
- 3月18日 - 林政治、彫刻家（* 生年不詳）
- 3月19日 - 石野久男、政治家（* 1911年）
- 3月19日 - ルーサー・イングラム、ソウル歌手（* 1937年）
- 3月19日 - 太宰義人、調教師（* 1945年）
- 3月20日 - ターハー・ヤースィーン・ラマダーン、元イラク副大統領（* 1938年）
- 3月20日 - 鴨志田穣、エッセイスト・ジャーナリスト・カメラマン（* 1964年）
- 3月21日 - 小川勇夫、神奈川県相模原市長（* 1931年）
- 3月22日 - 村上弘、元日本共産党委員長、元衆議院議員（* 1921年）
- 3月22日 - 城山三郎、小説家（* 1927年）
- 3月22日 - 菅野光夫、プロ野球選手（* 1952年）
- 3月23日 - 渡辺格、分子生物学者（* 1916年）
- 3月25日 - 島尾ミホ、作家（* 1919年）
- 3月25日 - アンドラニク・マルカリャン、アルメニア首相（* 1951年）
- 3月25日 - 井上和彦、博多人形師（* 1968年）
- 3月26日 - ミハイル・ウリヤーノフ、俳優（* 1927年）
- 3月26日 - ハインツ・シラー（Heinz Schiller）、スイスのカーレーサー（* 1930年）
- 3月27日 - 植木等、俳優・コメディアン・歌手、クレージーキャッツのメンバー（* 1927年）
- 3月27日 - ポール・ラウターバー、化学者（* 1929年）
- 3月28日 - 横地治男、柔道家、講道学舎創立者（* 1912年）
- 3月29日 - トシオ・ナカヤマ、ミクロネシア連邦初代大統領（* 1931年）
- 3月29日 - 成毛滋、ギター演奏者（* 1947年）
- 3月31日 - 宮嶋利雄、元帝人専務取締役医薬事業本部副本部長

## 没日不明
- 3月（日付不明） - 黛住恵（桂木洋子）、黛敏郎の妻、元女優（* 1930年）